# Santa Marta (Buenos Aires)
Santa Marta es una de las 14 localidades del partido de Lomas de Zamora, en el sur del Gran Buenos Aires, Argentina.

## Geografía
Se encuentra en el oeste del municipio de partido de Lomas de Zamora. Limita al norte con Villa Albertina, al oeste con Santa Catalina y la reserva provincial homónima, al sur con Parque Barón y al este con Lomas Centro y Villa Centenario.